# زبرگان
زبرگان که در شاهنامه به نام زروان شناخته می‌شود، یکی از بزرگان ایران و از نزدیکان خسرو انوشیروان ساسانی بود. او مسئول به زیر افکندن و اعدام مهبود بود. زبرگان در سال ۵۴۰ پس از سقوط انطاکیه از خسرو خواست که به شهروندان رحم نکند. وی در سال ۵۴۱ نامه‌ای از ملکه تئودورا (ح. ۵۲۷–۵۴۳) دریافت کرد تا شاه را ترغیب به صلح کند. این نامه، به نوبه خود، پاسخی به سفارت تازه تأسیس شده زبرگان در قسطنطنیه بود. او همچنین در سال ۵۴۴ در حین محاصره ادسا با مأمورین فرستاده شده از شهر ملاقات و برای پایان دادن به محاصره درخواست مقدار زیادی پول کرد.